# 暗戀桃花源 (電影)
《暗戀桃花源》即依據台灣編劇家賴聲川所撰寫的舞臺劇《暗戀桃花源》為基礎，再進行改編的電影作品。

## 劇情簡介
某處空曠的一座劇場內，一組劇團正在排練一舞台劇暗戀，一齣關於一位老人過往回憶的時裝淒美劇。但是，因為劇場管理人員的疏忽，造成另一組劇團也隨即闖入，準備排練舞台劇桃花源，一齣關於一對夫妻失和的古裝喜鬧劇。
由於暗戀和桃花源兩齣戲演出檔期相近，使得兩組劇團為搶排練場地，雙方爭執不休。為此，兩組劇團決定妥協，各佔舞臺一半的空間，各自排練戲劇。最後，暗戀的時裝悲劇和桃花源的古裝喜劇，兩齣戲劇在互相干擾的影響中，摩擦出了莫名微妙的關係……

## 人物角色

### 暗戀
| 角色名稱 | 演員   | 備註     |
| -------- | ------ | -------- |
| 江濱柳   | 金士傑 |          |
| 雲之凡   | 林青霞 |          |
| 江太太   | 林麗卿 |          |
|          | 陳立美 | 護士     |
|          | 丁仲   | 暗戀導演 |

### 桃花源
| 角色名稱 | 演員   | 備註       |
| -------- | ------ | ---------- |
| 老陶     | 李立群 |            |
| 春花     | 丁乃箏 |            |
| 袁老闆   | 顧寶明 |            |
|          |        | 桃花源導演 |

### 其他
| 角色名稱 | 演員   | 備註       |
| -------- | ------ | ---------- |
| 順子     | 劉亮佐 |            |
|          | 李偉惠 | 陌生女子   |
|          | 汪惠齡 | 劇場管理員 |
|          | 林麗欽 | 畫家       |

## 獎項
| 年份               | 頒獎典禮     | 獎項                        | 結果 |
| ------------------ | ------------ | --------------------------- | ---- |
| 1992年             | 第29屆金馬獎 | 最佳劇情片獎                | 提名 |
| 1992年             | 第29屆金馬獎 | 最佳錄音獎：杜篤之          | 提名 |
| 1992年             | 第29屆金馬獎 | 最佳男配角獎：顧寶明        | 獲獎 |
| 1992年             | 第29屆金馬獎 | 最佳改編劇本獎：賴聲川      | 獲獎 |
|                    | 柏林影展     | 卡里加里獎（Calgari Prize） | 獲獎 |
|                    | 東京影展     | 銀櫻花獎                    | 獲獎 |
|                    | 新加坡影展   | 最佳影片獎                  | 獲獎 |
| 最佳導演獎：賴聲川 | 新加坡影展   | 獲獎                        |      |
| 國際影評人獎       | 新加坡影展   | 獲獎                        |      |

## 外部連結
- 開眼電影網上《暗戀桃花源》的資料（繁體中文）
- 豆瓣电影上《暗戀桃花源》的資料 （简体中文）
- 时光网上《暗戀桃花源》的資料（简体中文）
- AllMovie上《暗戀桃花源》的资料（英文）
- 爛番茄上《暗戀桃花源》的資料（英文）
- 香港影庫上《暗戀桃花源》的資料（繁體中文）
- 互联网电影数据库（IMDb）上《暗戀桃花源》的资料（英文）